# Corvus brachyrhynchos caurinus
Corvus brachyrhynchos caurinus är en nordamerikansk fågel i familjen kråkfåglar inom ordningen tättingar. Tidigare behandlades den vanligen som egen art, då med det svenska namnet alaskakråka. Efter genetiska studier som visar på omfattande hybridisering med amerikansk kråka behandlas den allt oftare som underart till denna, som här.

## Utseende och läten
Corvus caurinus är en relativt liten (42–45 cm) kråka med medellång stjärt och rätt liten näbb. Fjäderdräkten är glänsande helsvart. Den är i princip identisk med amerikansk kråka, möjligen något mindre och mer kortstjärtad. Lätena är lite mörkare, hesare och snabbare än den amerikanska kråkans, men populationen av den senare utmed Stilla havet har intermediära läten.

## Utbredning och systematik
Fågeln förekommer på Kodiak Island och vid Stilla havets kust från södra Alaska till sydvästra Washington. Den är stannfågel, men rör sig vida kring efter häckningstid. Tidigare behandlades den som egen art, då under svenska namnet alaskakråka, och vissa, som IUCN, gör det fortfarande. Studier visar dock på att den bildar en hybridsvärm med amerikansk kråka i kustnära Washington och British Columbia. Grundat på detta nedgraderades därför caurinus som underart till amerikansk kråka 2020. Den anses nu utgöra en geografisk variation inom amerikanska kråkans underart hesperis.

## Levnadssätt
Fågeln är vanlig i kustnära barrskogar och utmed stränder och kuster. Fågeln lägger ägg mellan april och juni och häckar monogamt. Hos cirka en femtedel av bona får föräldrarna dock hjälp av en fjolårsunge. Den är en allätare, men har specialiserat sig på havs- och landlevande ryggradslösa djur, framför allt krabbor och musslor.

## Status och hot
Den har ett stort utbredningsområde och en stor population, och tros öka i antal. Utifrån dessa kriterier kategoriserar internationella naturvårdsunionen IUCN den som livskraftig (LC).